# أم الريف
أم الريف قرية في ناحية جب الجراح التابعة لمنطقة المخرم في محافظة حمص في سورية.